# Unidad Falangista Montañesa
Unidad Falangista Montañesa fue un partido político falangista de Cantabria. Se formó por la Junta Provincial para la promoción de la Unidad Falangista, un grupo que se había desgajado del FE de las JONS el 1 de julio de 1978. La UFM fue registrada como partido político el 24 de marzo de 1980. El presidente fundador de la UFM fue Ramón García-Salmones Salas.
En diciembre de 1980, el Círculo Doctrinal de José Antonio, Ramiro y Onésimo, dirigido por José Antonio Caporredondo, se fusiona con la UFM.
El ala sindical de la UFM fue Asociación de Trabajadores Nacional-Sindicalista.

## Congresos
El I Congreso de la UFM se llevó a cabo entre el 31 de enero y el 1 de febrero de 1981, en el Gran Hotel, Caldas de Besaya. Los temas de los debates fueron la Unidad falangista, Organización y Estatutos, Acción Sindical y la política municipal. 400 militantes asistieron al congreso.
El II congreso de la UFM se celebró entre 1 y 2 de mayo de 1982, también en el Balneario Caldas de Besaya. En él, Pedro Vallés Gómez fue elegido nuevo presidente de la UFM.

## Elecciones
En las elecciones generales españolas de 1982 la lista de la "Coalición Unidad Falangista Montañesa (Movimiento Falangista de España) obtuvo 827 votos (0,28% de los votos en Cantabria).
Antes de las elecciones municipales de 1983, lanzó las candidaturas UFM en Los Corrales de Buelna y San Felices de Buelna. En San Felices de Buelna, la lista fue encabezada por Manuel Fernández García. En Los Corrales de Buelna, la lista fue encabezada por Claudio Mendicuchía. con Ramón García-Salmones como el número dos. Ambos fueron elegidos.

## Fusión con FE de las JONS
El 26 de agosto de 1983 Vallés informó a los miembros del partido acerca de una propuesta de fusión con FE de las JONS. La propuesta fue aprobada, y el partido se fusionó en FE de las JONS alrededor de septiembre de 1984. La fusión fue facilitada por el cambio de liderazgo en la FE de las JONS, con el Diego Márquez Horrillo asumir el mando del partido.